# Project A
Project A es una película de acción lanzada en Hong Kong en el año 1983. Distribuida por Myriad Pictures y producida por Golden Harvest, está protagonizada por Jackie Chan, Sammo Hung y Yuen Biao.
En este film, que ocurre en Post- revolución China de 1900, Jackie Chan interpreta el papel de marinero Dragon Ma. En aquella época, la marina tenía una rivalidad con la policía, pero Jackie y sus marineros son obligados a ser parte de la policía y perseguir asimismo a los piratas.

## Argumento
El Marinero Dragón Ma (Jackie Chan) es parte de la Policía Marítima de Hong Kong en un esfuerzo para suprimir a los piratas que han estado asaltando barcos durante meses. Los miembros de la Real Fuerza de Policías de Hong Kong y el MP, que tienen una fuerte rivalidad entre servicios, se meten en una pelea en un bar. Poco después de esto, el capitán Chi (Kwan Hoi-san) libera todos los marineros a su oficial al mando, y dos de las naves de la MP se vuelen hacia arriba.
Gangsters Chiang y el Sr. Chou se reúnen en un club VIP, y discuten huir a Vietnam. Tan pronto como sale de Chiang, conoce a uno de los piratas y reírse de sabotear los barcos de la Policía de Marina. En el curso de la conversación, el pirata le dice que su jefe, San-po (Dick Wei) que quiere 100 rifles de policía.
Como no tienen suficientes barcos, Dragon Ma y su equipo están obligados a convertirse en agentes de policía regulares. Tienen que someterse a "un duro entrenamiento" con la policía, bajo el sobrino del capitán Chi, Hong Lata-tsu (Yuen Biao). Después de que los policías aprenden que Chiang es en el Club VIP, y que los huéspedes allí no deben ser perturbados, Dragon y Tin-tsu ir a detener a Chiang, pero una gran pelea estalla. Después de cansarse de la descarada corrupción en la fuerza policial, Dragon arrastra Chiang y dice de Tin-tsu para tomar el crédito. Ese sería es su último acto oficial como un oficial de la policía de Hong Kong.
Fei (Sammo Hung) encuentra Dragón en la calle. Tienen una conversación, en la que Fei revela que alguien de dentro de la fuerza policial es la venta de rifles. Fei dice dragón que lo único que quiere son las armas de fuego, y Dragon puede coger el traidor. Por la noche, Dragón y Fei interrumpen un acuerdo armado entre el Ejército y el capitán de la policía. Después de empujar todos en el agua y hacer con las armas de fuego, Fei oculta los fusiles dentro de un registro y lo marca con una bandera roja. Más tarde se trata de vender las armas a los pandilleros y los piratas, pero dragón ha intervenido mediante la eliminación de la bandera roja y poner banderas en otros registros.
Después de frustrar el plan de Fei vender los rifles de los piratas, Dragon tiene una conversación con la hija del almirante, Winnie. Se entera de que el capitán no estaba contrabandeando rápidos para San-po, que estaba comprando los rifles del ejército para armar a sus hombres. En oyendo esto, Fei se mete en una discusión con Dragón. Los pandilleros vienen después de Fei, por lo que les dice que Dragon es el culpable de los tabiques que faltan. Dragón se ve obligado a huir con Winnie. Luego de formar equipo con Fei, ser torturados para obtener información acerca de los rifles, y la caída de la faz de la torre del reloj, la policía rastrear Dragón hacia abajo por tercera vez, y ayudar a que se salga, ya que detienen los gánsteres.
A medida que los piratas han perdido los rifles que tenían todo el mundo a bordo de un rehén buque, incluidas contralmirante. El coronel tiene una conversación con el señor Chou, que escucha Dragón. Sr. Chou propone un acuerdo de armas por rehenes. Le dice al coronel que este se "acelere mucho las cosas", y el coronel consiente. Después deja el señor Chou, Dragon enfrenta al coronel y le convence de que los mafiosos y los piratas nunca temen que la ley si la policía son corruptos. Después de que se acordó que Dragon asumirá toda responsabilidad por la misión de salvar a los rehenes, el coronel permite la Policía Marinos para ser llevados de nuevo en toda su fuerza.
Sr. Chou es traído por la policía y golpeado hasta que le dice a Dragón y Tin-tsu cómo llegar a San-po. Dragón, haciéndose pasar por el señor Chou, se sube a bordo de un barco que lo lleva a la guarida de San-po, y son seguidos por el resto de la plantilla. Fei se cuela a bordo y se hace pasar por un pirata. Después de mucho trabajo encubierto complicado, la caballería llega, y hay un enfrentamiento final en el medio de la guarida del pirata. Dragón, estaño-tsu, y Fei participan en un combate cuerpo a cuerpo con San-po, finalmente matándolo con una granada de mano cuando está enrollado en la alfombra.

## Reparto
- Jackie Chan - Sargento Dragón Ma Yue pulmón (doblado por Marte)
- Sammo Hung - Zhuo Yifei aka Fei / Grasas
- Yuen Biao - Inspector Hong Lata-Tzu (sobrino del capitán Chi)
- Kwan Hoi-san - Capitán Chi
- Dick Wei - Jefe Pirata Lor Sam Pau / San-Po
- Lee Hoi San - Sr. Lee Cho-Kou
- Mars - Boca grande / Jaws
- Isabel Wong (Wong Man-Ying / Winnie Wong) - Winnie Shih
- Tai Bo - Tai Bo
- Lau Hak-Suen - Almirante Shih
- Wong Wai - Chou Ala Ling
- Hon Yee-sang - Chiang
- Ng Min-kan - Pirata
- Kwan Yung-moon - Pirata
- Chan Chi-fai - Pirata / Policía
- Ley Ho-kai - Club Manager
- Cheung Ng-larga - Asistente En el Club
- Wan Faat - Asistente en el Club
- Wu Ma - jugador de Mahjong
- Lai Keung-Kuen - Guardia Costera
- Danny Chow - matón de Ling
- Johnny Cheung - matón de Ling
- Lola Forner - British hija del almirante
- Chris Li - pirata
- Sam Wong - pirata
- Para Wai-wo como Policía
- Chin Kar-lok - Policía de Costa Empleado (extra)
- Steve Mak (extra)
- Frankie Poon (extra)
- A. Chau (extra)
- Rocky Lai
- Nicky Li

## Producción
En el ensayo de la caída de la torre del reloj inspirado en Safety Last!, Chan tomó una semana para construir el coraje de dejarse caer desde una gran altura. [Cita requerida] Durante el rodaje de la secuencia de persecución en bicicleta, uno de los especialistas informaron a Chan que ET el extraterrestre tenía una escena similar. Chan detuvo el rodaje para ver la escena de la persecución de la bicicleta en el final de ET, para asegurar que su escena y la de Steven Spielberg no fueran los mismos. Después de ver la película, Chan tuvo confianza en seguir con tal escena, al darse cuenta de que el público no le importa mucho esos detalles menores, sólo en ver la película y pasar un buen rato. De acuerdo con su libro Yo soy Jackie Chan: Mi vida en Acción, Chan se lesionó el cuello durante el rodaje de la escena.
Después de aparecer en Los locos del Cannonball (1981), Chan le gustaba la idea de incluir los bloopers más de los créditos finales. Comenzando con Dragon Lord, que ha incluido tomas falsas durante los créditos finales de la mayoría de las películas, incluyendo Proyecto A, el cual ha dirigido y se han convertido en una marca Chan en casi todas sus películas. Debido a la naturaleza de sus películas, las "tomas falsas" de Chan son una combinación de momentos cómicos y las lesiones sufridas, mientras que él y su equipo realizan acrobacias y secuencias de lucha. Estas tomas se disfrutaron especialmente por el público en Japón, tanto es así que las compañías cinematográficas japonesas exigieron la inclusión de "NG" ("no hay buenas" escenas) en los contratos de distribución para todas las películas de Jackie Chan, independientemente del directo.

## Título
En la década de 1980, Chan decidió títulos de películas vagas, genéricas, como el Project A y Police Story para no dar las tramas de las películas de distancia antes de su liberación. Se consideró que los títulos de las películas anteriores Chan como Eagle's Shadow y Drunken Master dieron demasiada información sobre el estilo de kung fu que ofrecieron (estilo de la serpiente y el puño borracho). Respectivamente Project A originalmente iba a ser titulado Patrulla Pirata pero se temía que una vez anunciado, otros productores de cine de Hong Kong se apresuran a copiar la idea y realizaran películas con piratas.

## Taquilla
Proyecto A marcó el regreso de Chan al cine asiático después de su primer intento de entrar en el mercado de Hollywood con un pequeño papel en The Cannonball Run y un papel protagónico en el fallido Battle Creek Brawl. Por el contrario, Proyecto A era un enorme éxito en taquilla de Hong Kong, ganando HKD $ 19,323,824 en Hong Kong. Fue también muy bien acogida en el extranjero, y en particular a lo largo de Asia Oriental. Según se informa, en Japón, el Emperador Showa acogió cariño a la película y el deseo de ver una secuela, que llevó Chan para hacer Proyecto A Parte II.